# Bernkastel-Kues
Bernkastel-Kues est une ville de l'arrondissement de Bernkastel-Wittlich du Land de Rhénanie-Palatinat, sur les bords de la Moselle, en Allemagne.
Elle est constituée de deux bourgades se faisant face sur la rivière, Bernkastel, sur la rive droite, étant la plus touristique.
Son vignoble – le plus grand qui soit d'un seul tenant – englobe les coteaux de la boucle de la Moselle et se prolonge par les clos de Graach et de Zeltlingen. Il est planté à 95 % de riesling. La ville connaît une véritable effervescence à l'occasion de la fête des vignerons, qui se déroule pendant la première semaine de septembre.

## Géographie

### Situation
Bernkastel-Kues se trouve dans la vallée de la Moselle, à environ 50 km de Trèves. Le point culminant est l'Olymp (415 m d'altitude), et le point le plus bas (107 m d'altitude) est situé sur les rives de la Moselle. La superficie totale est de 23 657 101 m², dont 7 815 899 m² utilisés pour l'agriculture, ce qui fait de Bernkastel-Kues une des plus grandes villes de la Moselle orientale.

### Quartiers
- Centre-ville (City)
- Quartier Andel
- Quartier Wehlen
- Quartier Franchaft
- Quartier LandKust

### Population
| Quartier   | Habitants | Hommes | Femmes |
| ---------- | --------- | ------ | ------ |
| Andel      | 788       | 378    | 410    |
| Bernkastel | 1087      | 539    | 548    |
| Kues       | 4603      | 2121   | 2482   |
| Wehlen     | 1262      | 658    | 604    |

### Climat
La ville se trouve dans une zone de transition entre le climat océanique tempéré et un climat continental. La barrière formée par l'Eifel protège la ville de la pluie et la soumet parfois à un effet de foehn.
Les précipitations annuelles à Bernkastel-Kues s'élèvent à 706 mm. Le mois le plus sec est février. La plupart des pluies ont lieu en août. En ce mois, les précipitations sont 1,6 fois ce qu'elles sont en février. Les précipitations varient à peine, étant régulièrement réparties dans l'année.

## Histoire
C'est à Kues que des archéologues ont découvert les premières traces d'habitation humaine, datant du IIIe millénaire av. J.-C. Vers l'an 370 de notre ère, Decimus Magnus Ausonius, poète romain et professeur à la cour impériale, écrit son poème La Moselle. Au début du VIIIe siècle, un géographe décrit un endroit appelé Princastellum, preuve qu'il existait un castellum romain au IVe siècle à proximité des ruines du château de Landshut. On y a découvert des objets en céramique et en fer.
La première mention de Bernkastel remonte à la première moitié du XIe siècle. Adalbéron von Luxemburg (mort en 1036 ou 1037), prévôt du monastère de Saint-Paulin à Trèves, renomme le bourg Beronis castellum et devient seigneur de Bernkastel au début du XIe siècle. L'archevêque de Trèves Henri II de Fénétrange fait construire les bâtiments du troisième château. Le 29 mai 1291, le roi Rodolphe Ier accorde des droits à la ville appelée alors Berrincastel. Le château de Landshut, qui date de cette époque, n'a pris ce nom qu'au XVIe siècle. En 1332, les droits sont confirmés par l'empereur Louis de Bavière. Selon les termes de la Bulle d'or de 1356, l'archevêque de Trèves Bohémond II devient électeur. Selon la légende du Berncastler Doctor, il aurait recouvré la santé après une maladie grave en buvant un verre de vin.
En 1401, le penseur Nicolas de Cues, également connu sous son nom latinisé de Nicolaus Cusanus, naît dans la maison de l'armateur Henne Cryfftz, actuellement bien conservée et visitable. En 1458, il  publie les statuts de l'« hôpital des pauvres » (hospitale pauperum), connu depuis comme hôpital Saint-Nicolas (de), qu'il vient de fonder dans sa ville natale pour loger et entretenir trente-trois vieillards nécessiteux, dont six membres du clergé et six de la noblesse. En 1505, dans un édit électoral de Jakob II, le nom de Landshut apparaît pour la première fois pour désigner les terres du château épiscopal. L'empereur Maximilien Ier, qui se rendait à la Diète d'Empire à Trèves, passe une nuit à Bernkastel en 1512.
La peste sévit à Bernkastel en 1627, et à Kues en 1641. En 1692, le château de Landshut est incendié et depuis lors en ruine. De 1794 à 1814, sous le régime français, Bernkastel est chef-lieu de canton. Lors du Congrès de Vienne de 1815, Bernkastel et Kues sont annexés au royaume de Prusse. En 1821, Bernkastel devient un siège de district (Kreisstadt). En 1848, Bernkastel participe à la révolution de mars. On hisse le drapeau noir-rouge-or sur la mairie et on crée une milice urbaine.

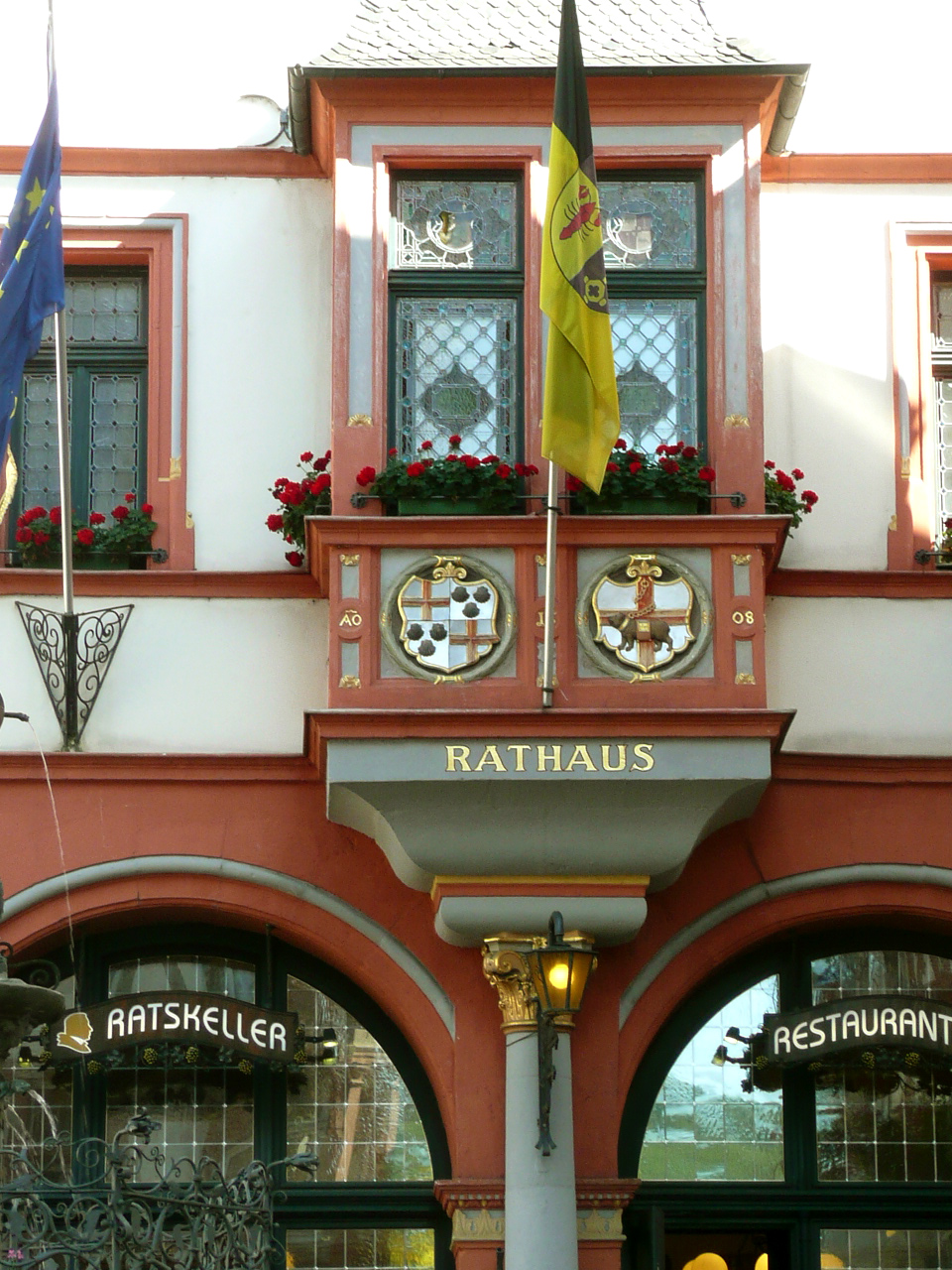
Les blasons sur la mairie, 1808.

Le premier pont routier entre Bernkastel et Kues est construit entre 1872 et 1874, et la première ligne ferroviaire en 1882/1883. En 1891, Bernkastel fête le 600e anniversaire de son accession au statut de ville.
La ville dans sa forme actuelle a vu le jour le 1er avril 1905 par la fusion de la ville de Bernkastel avec le village viticole de Kues de l'autre côté du fleuve. En 1926 ont lieu des troubles parmi les grands vignerons de la Moselle. Le bureau financier de Bernkastel et le bureau des douanes de Kues sont pris d'assaut.
Lors de la Nuit de Cristal du 9 novembre 1938, la synagogue est détruite.
En 1946, les premières élections démocratiques après la Seconde Guerre mondiale désignent Hans Weber comme maire.
En 1970, Andel et Wehlen fusionnent avec la ville. Lors de la réforme administrative de la Rhénanie-Palatinat, le Verbandsgemeinde de Bernkastel-Kues comprend les Ämter de Bernkastel-Land, Lieser, Mülheim, Zeltingen et la ville de Bernkastel-Kues.
En 1997 est inauguré  le Burgbergtunnel, une voie de contournement du trafic. En 2000,  un partenariat entre Bernkastel-Kues et Karlovy Vary en République tchèque est noué. En 2005, la ville a célébré le centenaire de la fusion de Bernkastel et Kues. La localité  devient une « station climatique de santé » (Heilklimatischer Kurort).

## Politique

### Conseil municipal
Depuis l'élection municipale du 7 juin 2009, le conseil est composé de 22 membres élus par représentation proportionnelle. 
Cette élection a donné les résultats suivants  :
|      | SPD | CDU | FDP | Grünen | UBU (Unabhängige Bürgerunion) | Total     |
| 2009 | 3   | 9   | 4   | 3      | 3                             | 22 sièges |
| 2004 | 3   | 11  | 3   | 3      | 2                             | 22 sièges |

### Maires
Le maire honoraire est Wolfgang Port (CDU). Il a été élu en 2000 et réélu en 2009 avec 73,6 % des voix, mais sans aucun adversaire.
Son prédécesseur, Helmut Gestrich, commence son mayorat en 1994 et est réélu en 1999. Il doit démissionner de la mairie le 22 novembre 2000 après avoir été lié à l'affaire Doerfert (un scandale de corruption).

### Armoiries

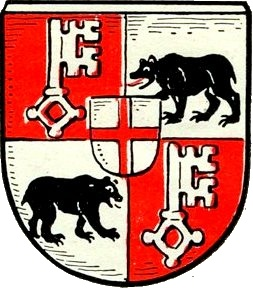
Anciennes armoiries

Armoiries de Bernkastel-Kues

Les différences entre les armoiries d'avant 1951 et les actuelles sont :
- Le troisième quartier porte un autre ours, comme au deuxième, mais il était tourné vers la gauche.
- Il y avait un écusson d'argent au centre chargé d'une croix rouge (l'archevêché de Trèves).

Les clés sont censées être les clés de saint Pierre, à qui l'archevêché de Trèves est consacré. L'ours est le symbole de la ville. L'écrevisse, Krebs – mot servant, en allemand, à désigner plusieurs sortes de crustacés –, rappelle Nikolaus von Kues, dont le nom était Cryfftz (soit Krebs en haut-allemand). Il y a en Allemagne deux autres villes dont les armoiries portent des crustacés : Bad Wurzach dans l'Allgäu et Cottbus.

### Jumelages
Bernkastel-Kues a des partenariats avec les villes suivantes :
- Karlovy Vary, République tchèque
- Stadt Wehlen, Arrondissement de Suisse-Saxonne-Monts-Métallifères-de-l'Est, Saxe
- Milton Keynes, Buckinghamshire, Angleterre, Royaume-Uni
- Otmuchów, Pologne

## Transports
Bernkastel-Kues est située sur les routes nationales (Bundesstraßen) 50 et 53. Avec l'ouverture du Burgbergtunnel (550 m), la ville a été désengorgée du trafic lourd. Deux ponts enjambant la Moselle ont été rénovés dans les années 1990. 

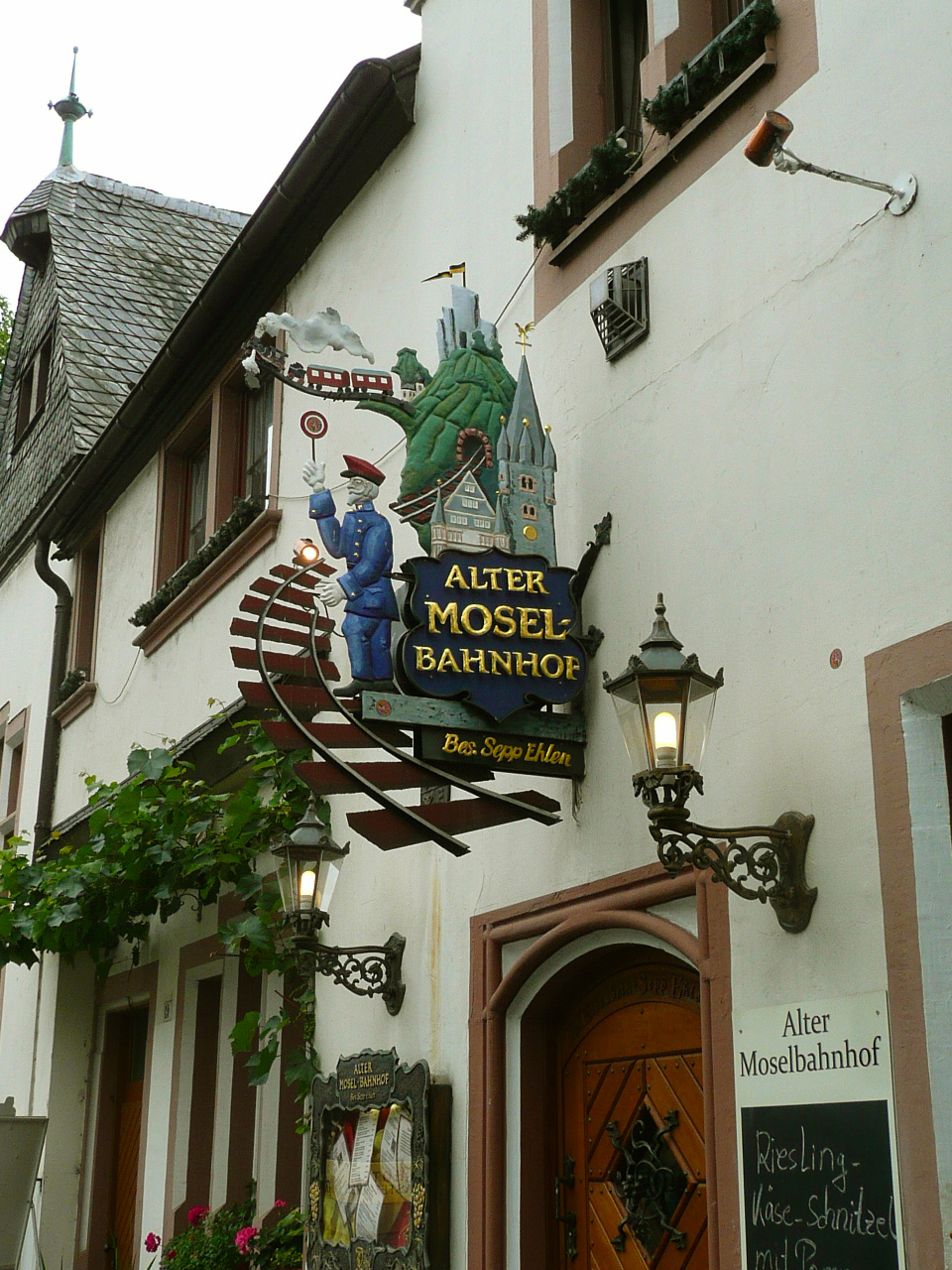
La gare désaffectée du Moseltalbahn

Jusqu'au 31 décembre 1962, le Moselbahn, encore appelé Moseltalbahn, chemin de fer secondaire à voie normale, également surnommé le Saufbähnchen (tortillard des ivrognes), traversait Bernkastel-Kues. Le bâtiment de la gare se trouve au bord de l'eau à Bernkastel (rive droite). Par ailleurs, il y avait une gare Deutsche Bahn à Kues (rive gauche). Les deux voies de chemin de fer sont désaffectées et les rails ont été enlevés.
Bernkastel-Kues est un arrêt des croisières Rhin-Moselle.

## Personnalités  célèbres
Sont nés à Bernkastel-Kues :
- Nicolas de Cues (Cusanus) (1401-1464)
- Carl Binz (de) (1832-1913), médecin
- Jacob Astor (1867-1938), homme politique
- Hermann Schroeder (1904-1984), compositeur
- Waltrud Will-Feld (né en 1921), femme politique
- Hans Jochen Boecker (de) (né en 1928), théologien
- Franz-Josef Veltin (1924-2010), homme politique

Personnalités  célèbres liées à la ville
- Michael Hermesdorff (de) (1833-1885), organiste de la cathédrale et directeur musical de la cathédrale de Trèves fut aumônier à Bernkastel-Kues
- Charles IV de Lorraine (1604-1675) est décédé le 18 septembre 1675 à Bernkastel.

## À voir
- Le château Burg Landshut
- L'hôtel de ville
- La porte de la ville Graacher Tor
- L'église St. Michael
- La promenade le long de la Moselle
- L'hôpital Saint-Nicolas, fondé par Cusanus (Nicolas de Cues)[3], dont la célèbre bibliothèque contient une des collections privées de manuscrits les plus précieuses du monde, par exemple de Ludolphe le Chartreux.

## Galerie d'images

Panorama à 180° de Bernkastel vu de Kues.

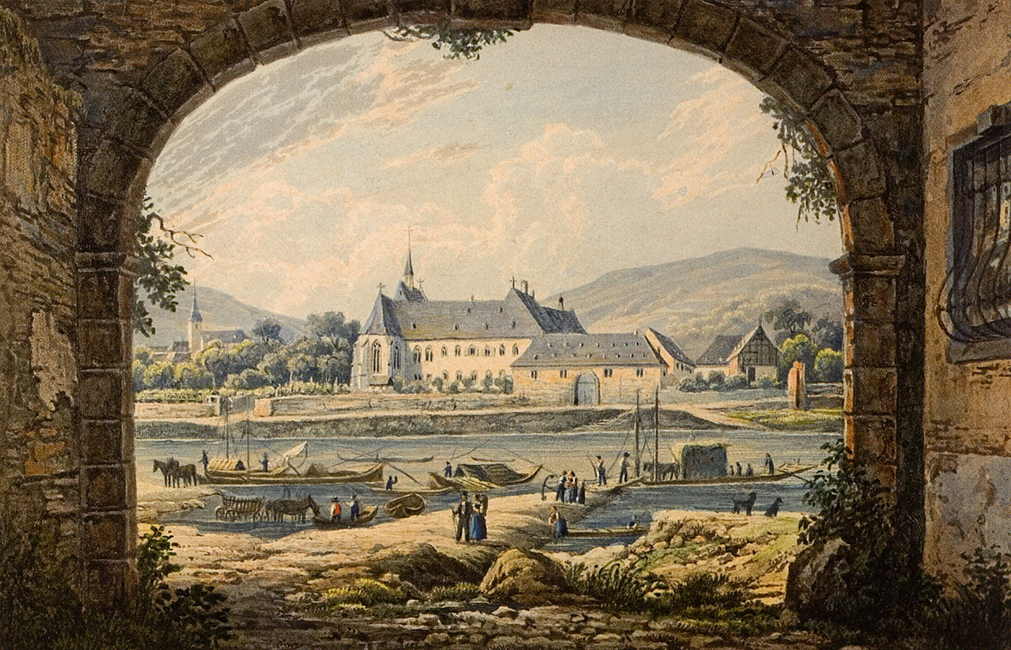
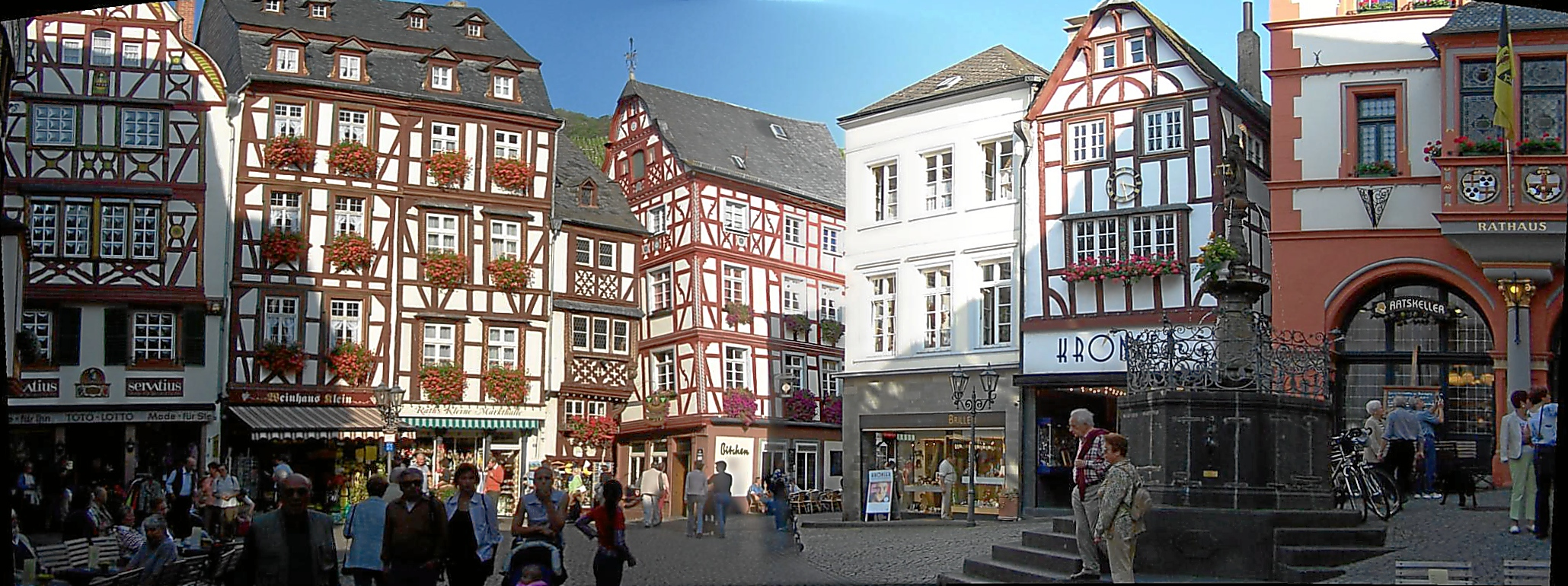
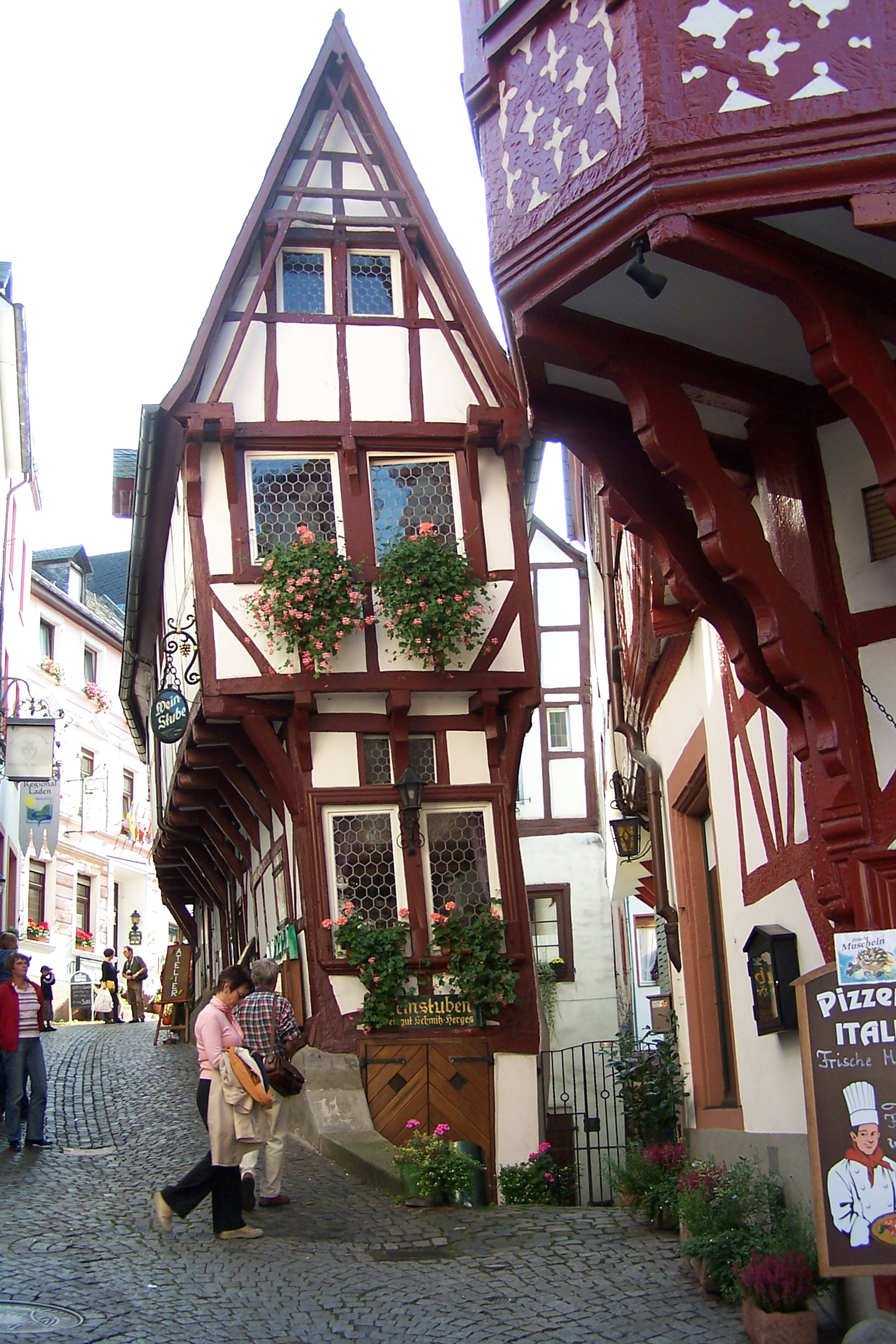
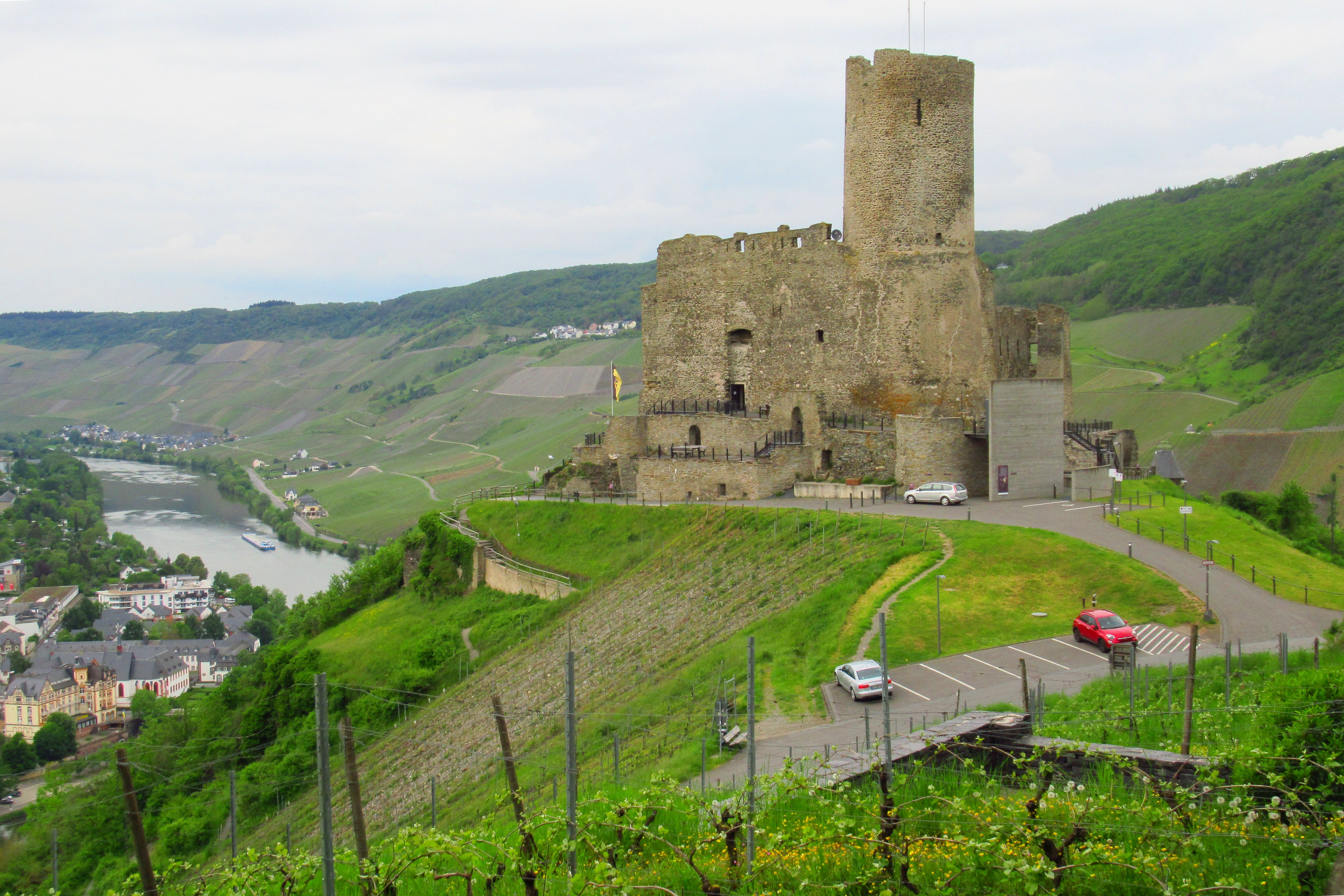
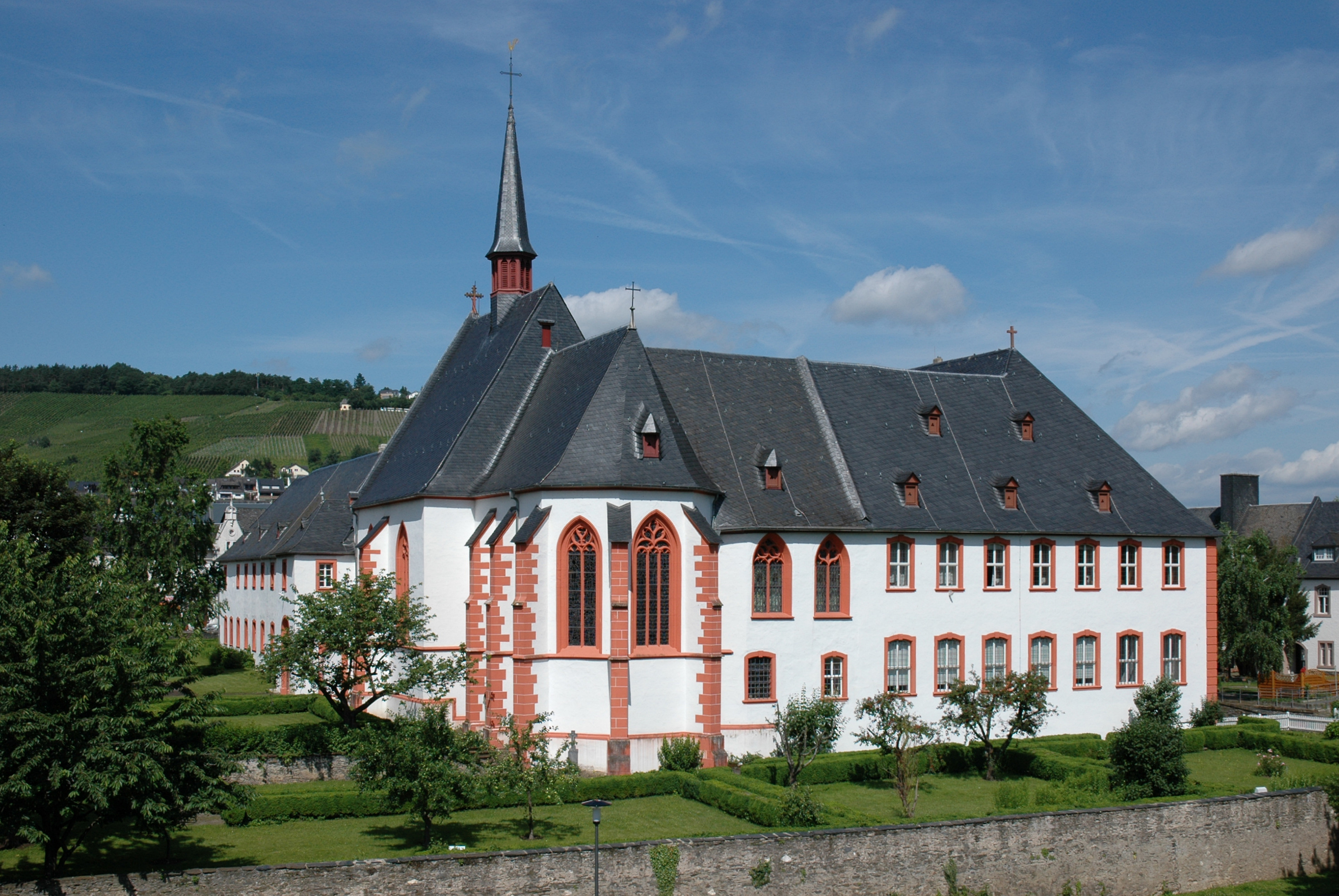
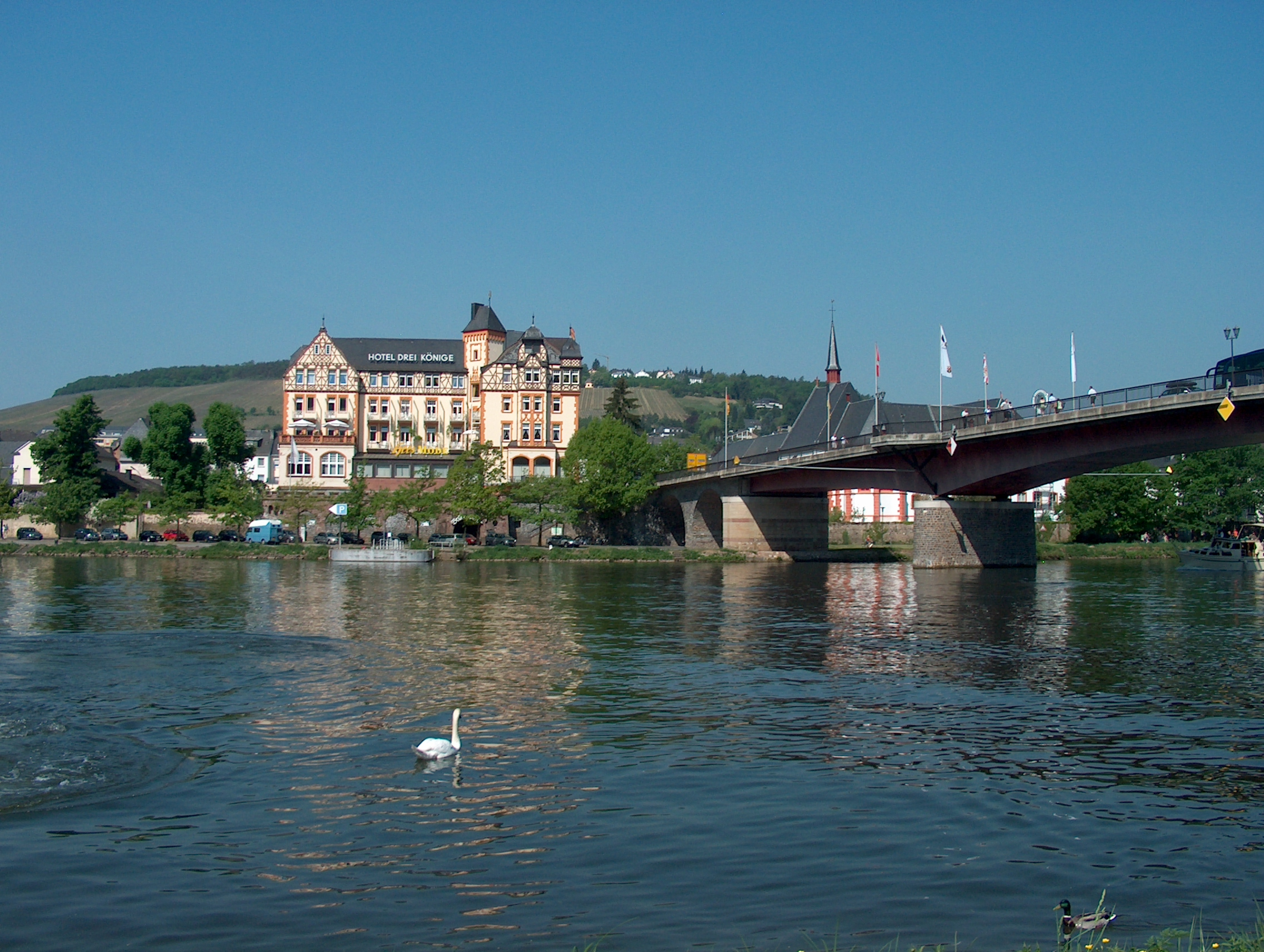
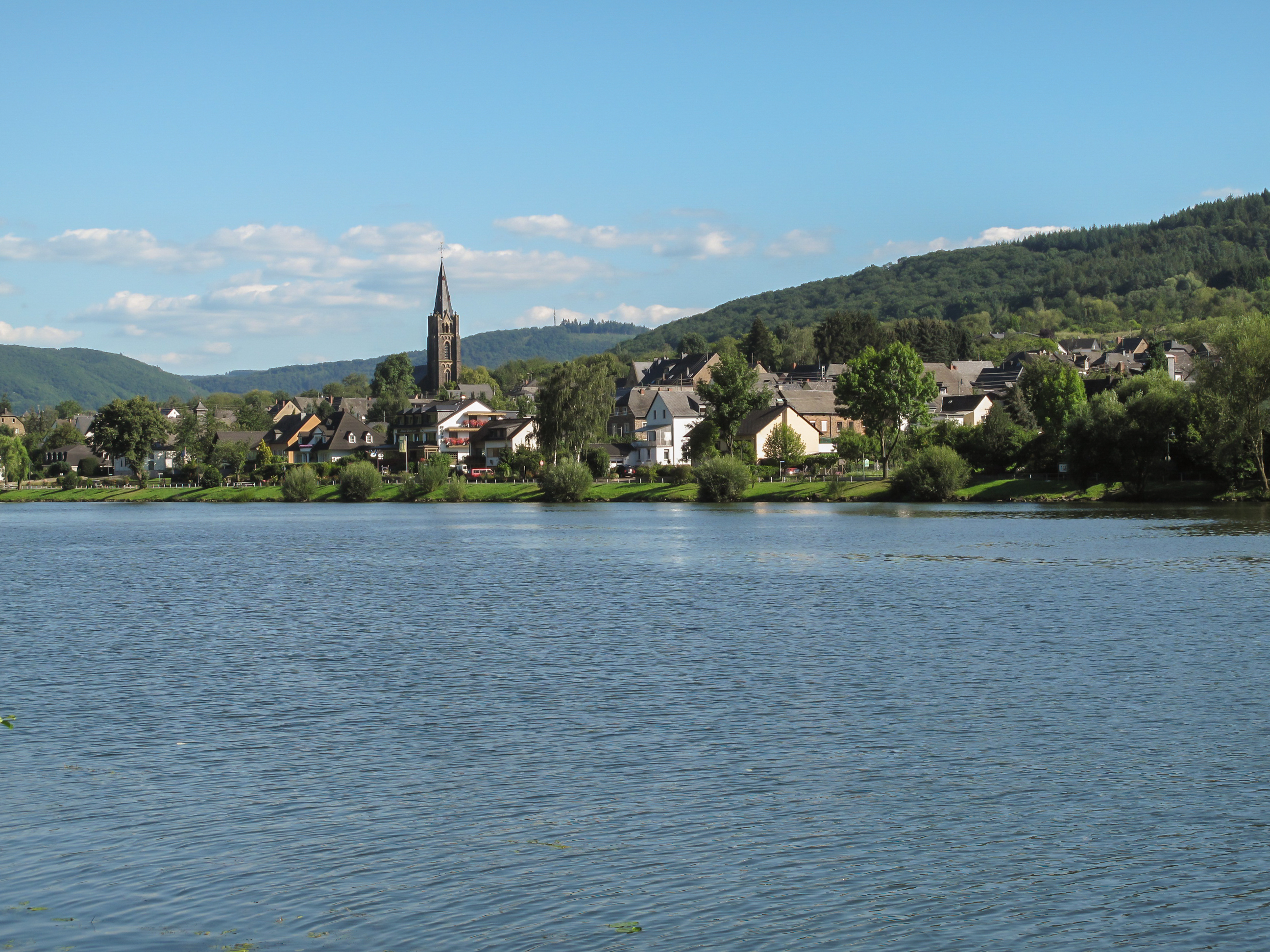